# أنجيلا فونغ
أنجيلا فونغ (بالإنجليزية: Angela Fong)‏ (و. 1985  م) هي عارضة، ومصارعة محترفة كندية، ولدت في فانكوفر.
.

## وصلات خارجية
- أنجيلا فونغ على موقع IMDb (الإنجليزية)
- أنجيلا فونغ على موقع قاعدة بيانات الفيلم (الإنجليزية)
- أنجيلا فونغ على موقع WrestlingData.com (الإنجليزية)
- أنجيلا فونغ على موقع CageMatch worker (الإنجليزية)
- أنجيلا فونغ على موقع قاعدة بيانات المصارعة على الإنترنت (الإنجليزية)
- أنجيلا فونغ على موقع عالم المصارعة على الإنترنت (الإنجليزية)
- أنجيلا فونغ على موقع عالم المصارعة على الإنترنت (الإنجليزية)

- أنجيلا فونغ في قاعدة بيانات الأفلام على الإنترنت